# كينتوكو نوبوريأو
كينتوكو نوبوريأو (باليابانية: 登尾 顕徳) (30 نوفمبر 1983 في كاغوشيما في اليابان – )؛ هو لاعب كرة قدم ياباني سابق كان يلعب كمدافع.

## وصلات خارجية
- كينتوكو نوبوريأو على موقع رابطة كرة القدم اليابانية للمحترفين (اليابانية)
- كينتوكو نوبوريأو على موقع قاعدة بيانات كرة القدم.إي يو (الإنجليزية)
- كينتوكو نوبوريأو على موقع Soccerway.com (الإنجليزية)
- كينتوكو نوبوريأو على موقع عالم كرة القدم.نت (الإنجليزية)